# Drosophila comosa
Drosophila comosa este o specie de muște din genul Drosophila, familia Drosophilidae, descrisă de Wheeler în anul 1968.
Este endemică în Costa Rica. Conform Catalogue of Life specia Drosophila comosa nu are subspecii cunoscute.